# Prosopocera congoana
Prosopocera congoana es una especie de escarabajo longicornio del género Prosopocera, categorizada en la tribu Prosopocerini, de la subfamilia Lamiinae. Fue descrita por Breuning en 1936.

## Descripción
Mide 18 mm de longitud.

## Distribución
Se distribuye por República Democrática del Congo.